# Мел (высота звука)

График зависимости высоты звука в мелах от частоты колебаний (для чистого тона)

Мел — психофизическая единица высоты звука, применяется главным образом в музыкальной акустике. Название происходит от слова «мелодия».
Количественная оценка звука по высоте основана на статистической обработке большого числа данных о субъективном восприятии высоты звуковых тонов. Результаты исследований показывают, что высота звука связана главным образом с частотой колебаний, но зависит также от уровня громкости звука и его тембра. Звуковые колебания частотой 1000 Гц при эффективном звуковом давлении 2⋅10−3 Па (то есть при уровне громкости 40 фон), воздействующие спереди на наблюдателя с нормальным слухом, вызывают у него восприятие высоты звука, оцениваемое по определению в 1000 мел. Звук частоты 20 Гц при уровне громкости 40 фон обладает по определению нулевой высотой (0 мел). Зависимость нелинейна, особенно при низких частотах (для «низких» звуков).

## Формула
Существуют разные варианты формул для перехода между частотой (Гц) и высотой звука в мелах. Распространённый вариант выглядит так (выражен для двух оснований логарифма):
{\displaystyle m=2595\log _{10}\left(1+{\frac {f}{700}}\right)=1127\ln \left(1+{\frac {f}{700}}\right)}
Обратное преобразование:
{\displaystyle f=700\left(10^{\frac {m}{2595}}-1\right)=700\left(e^{\frac {m}{1127}}-1\right)}